# Diem (Internetwährung)
Diem (aus dem Lateinischen entlehnt, für „[den] Tag“; bis Ende November 2020 als Libra sowie zuvor unter dem spekulativen Namen FacebookCoin bekannt) war eine von Meta Platforms (vormals Facebook Inc.) im Juni 2019 vorgestellte private Komplementärwährung. Der Zielmarkt war die USA. Nachdem es starken Widerstand der Federal Reserve Bank gab, wurde im Februar 2022 die Diem-Technologie an die kalifornische Bank Silvergate verkauft.

## Umsetzung
Die digitale Währung sollte durch eine zu diesem Zweck gegründete Organisation namens Diem Association betrieben werden. Nutzer sollten Diem mit ihrer Landeswährung kaufen, die dadurch eingenommenen Gelder durch die Diem Association angelegt und in US-Dollar umgewandelt werden. Die bei dieser Anlage erzielte Rendite sollte der Diem Association zugutekommen und neben der Gewinnabsicht für den technischen Betrieb der Währung eingesetzt werden. Auf Einlagen in Diem sollten ähnlich zu Sichteinlagen oder Bargeld keine Zinsen gezahlt werden, jedoch wurde erwartet, dass insbesondere internationale Transaktionen schneller und billiger in Diem abgewickelt werden könnten als im herkömmlichen bargeldlosen Zahlungsverkehr. Facebook Inc. bewarb Diem als Lösung für Menschen in Schwellenländern ohne guten Zugang zum Bankenwesen; allerdings erforderten Diem-Einzahlungen des Überweisenden ein Bankkonto. Die Diem Association hatte ihren Hauptsitz in Genf, bevor er 2021 in die USA verlegt wurde. Zu den 28 Gründungsmitgliedern der Diem Association gehörten unter anderem Facebook Inc., Spotify, Lyft, Uber, Coinbase und Kiva. Ab Januar 2020 verzichtete Facebook auf den ursprünglich geplanten gemischten Währungskorb aus Dollar, Euro, Pfund, Yen und Singapur-Dollar, mit dem Diem gestützt werden sollte. Die Markteinführung von Diem war von Facebook für 2021 geplant.
Obwohl Diem technisch Blockchain-Technologien anwendet, handelt es sich nicht um eine unabhängige und verteilte Kryptowährung. So sollte die mit Diem verbundene Blockchain nur Mitgliedern der Diem Association und evtl. Aufsichtsbehörden zugänglich werden. Um Konsens über die Blockerzeugung zu erreichen, könnten Verfahren mit dem Proof-of-Stake-Konzept im Gegensatz zu rechenintensiven Proof-of-Work-Methoden unabhängiger Kryptowährungen zum Einsatz kommen. Die Diem Association wollte die Geldpolitik der Währung im Sinne eines Stablecoin steuern, im Gegensatz zum Mining-Prozess z. B. beim Bitcoin.
Diem sollte über die Währung hinaus ein quelloffenes verteiltes System zum Anlegen, Verwalten und Ausführen dezentraler Programme bzw. Kontrakte (Smart Contracts) in einer Diem-Blockchain sein. Es stellte wie beim verteilten Ethereum-System einen Gegenentwurf zur klassischen Client-Server-Architektur dar. Im Unterschied zu Bitcoin sollte Diem sowohl Währung als auch Plattform für Smart Contracts sein. Hierfür wären vielfältige Anwendungen denkbar: Erwirbt man eine Fahrkarte für einen Zug oder ein Ticket für einen Flug, kann daran eine Versicherung zur Preiserstattung bei Verspätung gekoppelt sein. Der Smart Contract prüft und überweist Erstattungen bei Verspätung automatisch. Alle Teilnehmer verwenden Daten gemeinsam in Form einer stetig wachsenden Blockchain. Sie benötigen ein Client-Programm, das sich mit dem Netzwerk synchronisiert.

### Smart Contracts
Smart Contracts sind Programme, die automatisch ausgeführt werden, sobald eine im Contract vereinbarte Summe überwiesen ist. Einer manuellen Prüfung des Zahlungseingangs bedarf es nicht. Smart Contracts für Diem werden in der eigens entwickelten Programmiersprache Move geschrieben und auf einer virtuellen Maschine ausgeführt; dies dient dem Zweck, die Clients der Anwender von der Host-Umgebung, also anderen Anwendungen auf einem Computer, abzukoppeln.
Eine Transaktion kostet Diem-Coins. Anwender, genauer deren Geldbörsen (Wallets), geben den Preis an, den sie maximal dafür bezahlen wollen.

### Dezentrale Apps (Dapps)
Dapps sind Programme, die auf der Diem-Blockchain und damit auf allen Knoten-Rechnern (Nodes) parallel ausgeführt werden.
Während beispielsweise klassische Websites via API mit einem zentralen Server und ggf. Datenbanken verbunden sind, ist eine Dapp via Smart Contract mit der Blockchain verbunden. Dies ist teurer und langsamer als im Client-Server-Modell – jedoch manipulationssicher. Da die Unversehrtheit der Blockchain ständig und dezentral überprüft wird, sind dezentrale Apps fehlertolerant und sehr robust.

## KYC-Prozess und Wallet
Der Diem sollte nicht anonym sein. Die von der Facebook-Tochter Novi entwickelte Wallet-Anwendung sollte einen Know-your-customer-Prozess (KYC) enthalten. Bevor man die Wallet verwendet, muss man sich mit einem amtlichen Ausweis identifizieren. Damit wären Diem-Nutzer gläsern gewesen, jede Transaktion ließe sich den beteiligten Personen zuordnen.
Das Novi-Wallet wurde am 19. Oktober 2021 veröffentlicht und bietet bislang ausschließlich die Funktion, den Stablecoin Pax Dollar (USDP) zu kaufen, zu halten und zu verkaufen. Partner von Facebook in dieser Angelegenheit ist Coinbase. Coinbase übernimmt auch die Aufbewahrung der Coins für Facebook. Praktisch zeitgleich mit der Veröffentlichung wurde Facebook von demokratischen US-Senatoren im Bankenausschuss des Senats, unter anderem Elizabeth Warren, aufgefordert, sowohl die Verbreitung von Novi einzustellen als auch die Pläne, die Kryptowährung Diem zu veröffentlichen, nicht in die Tat umzusetzen.

## Aufgaben und Rechte der Mitgliedsunternehmen der Diem Association
Das zentralisierte Diem-Netzwerk steht nur den Mitgliedsunternehmen der Organisation Diem Association offen. Diese erhalten den Zugang gegen eine Aufnahmegebühr von zehn Millionen Dollar. Es wird angestrebt, dass beim Start mindestens hundert Firmen die Geschicke des Diem bestimmen und alle Transaktionen prüfen.

## Rechtliche Fragen und Regulierung
Ungeklärt ist, inwiefern es sich bei Diem im rechtlichen Sinne um eine Bank handeln würde und welche Bankenaufsicht für deren Regulierung verantwortlich wäre. Die Zentralbank Federal Reserve System als auch die Bundesregierung der USA bestehen auf einer staatlichen Regulierung. Der französische Minister Bruno Le Maire rief die Zentralbankchefs der G7-Staaten zu einem Bericht über die Facebook-Pläne auf und warnte im Radiosender Europe 1, dass Diem nicht erlaubt werden dürfe, eigenständige Währung zu werden, da durch Diem in großem Umfang Geldwäsche und Terrorismusfinanzierung ermöglicht würden. Auch Markus Ferber, Mitglied des Europaparlamentes, warnte davor, dass Facebook mit der Einführung von Diem eine unregulierte Schattenbank werden könne. Der CDU-Europaabgeordnete Stefan Berger sieht das Machtpotenzial Diems als Gefahr für die wirtschaftliche Stabilität des Euroraums und seiner Demokratien: Diem könne Facebook zur Zentralbank machen. Berger plädiert für die Entwicklung eines europäischen Stablecoins, um der Facebook-Währung eine sichere Alternative gegenüberstellen zu können. Berger wird für den europäischen Bericht der Markets in Crypto-Assets (MiCA) verantwortlich sein, der als Grundlage für einen Regulierungsrahmen für Krypto-Assets dienen wird. Die EU-Wettbewerbsbehörden prüfen, ob Diem einen Verstoß gegen Wettbewerbsregeln darstellen könne und ob Konkurrenten unzulässigerweise ausgesperrt würden.
Finance Watch nannte Diem ein „großes Risiko für die öffentliche Finanzsouveränität“ und eine schlechte Idee – für seine Nutzer, für die Stabilität des Finanzsystems und nicht zuletzt für die Demokratie.
Weil die Diem Association ihren Sitz in der Schweiz hatte, wäre das Schweizer Finanzmarktrecht zum Zug gekommen. Die Eidgenössische Finanzmarktaufsicht (FINMA) erklärte im Juli 2019 das Projekt prüfen zu wollen.
Aus Sicht der Schweizer Finanzmarktregulierung ist besonders die Charakterisierung der Diem-Token von Bedeutung. Je nach Halter umfassen die Token unterschiedliche Rechtsinhalte. Ein Wertrecht liefert es den von der Diem Association vordefinierten und eigens autorisierten Wiederverkäufern der Token. Halten hingegen Endnutzer den Token, kommt ihm allein die Funktion eines reinen Zahlungstoken der FINMA zu. Nach dem Wechsel des Sitzes in die USA wurde das Bewilligungsgesuch bei der FINMA zurückgezogen.
Franz von Weizsäcker, der Leiter des Blockchain-Lab der Deutschen Gesellschaft für Internationale Zusammenarbeit, begrüßt die Diem-Initiative als Anstoß zu einer längst überfälligen Debatte über die Schaffung einer offenen globalen Zahlungsinfrastruktur, die deutlich zu finanzieller Inklusion und zur Erreichung der Ziele für nachhaltige Entwicklung beitragen könne.

## Risiken und Vorteile für die Nutzer
Inhaber von Diems gehen eine Reihe von Risiken ein:
- Wechselkursrisiko: Ähnlich wie die Sonderziehungsrechte basiert die Wertsicherung des Diem auf einem Währungskorb. Entsprechend hat der Inhaber des Diem ein Wechselkursrisiko, das umso größer ist, je geringer die Gewichtung seiner Heimatwährung im Währungskorb des Diem ist. Liegt z. B. der Anteil des Euro im Währungskorb bei 30 %, so erwirbt der Anleger in Diem aus dem Euroraum faktisch 30 % Euro und 70 % Fremdwährung. Im Falle einer Wirtschafts- oder Währungskrise behält sich das Konsortium vor, den Währungskorb anzupassen. Dies verursacht weitere Wechselkursrisiken.
- Keinen direkten Anspruch auf Auszahlung in etablierten Währungen: Es gibt stattdessen einen Währungshandel zwischen Diem und anderen Währungen. Aufgrund der Abdeckung durch Währungsreserven sollte sich der Kurs entsprechend dem Wert des Währungskurses einpendeln. Dies setzt das Vertrauen des Marktes in die Werthaltigkeit voraus. Geht dieses Vertrauen verloren, so würden sich andere Marktpreise des Diem ergeben.
- Liquiditätsrisiko: Die Reserven werden nicht in Bargeld oder Sichteinlagen gehalten, sondern in festverzinslichen Anleihen. Im Fall eines Bankansturms, wenn viele Anleger gleichzeitig aus dem Diem aussteigen wollen und die Reserve hierzu genutzt werden soll, ist diese nicht sofort liquide und der Verkauf mit einem Wertverlust verbunden.

Die Konstruktion von Diem als zinslose internationale Währung – ähnlich den Sichteinlagen in nationaler Währung – zielt jedoch eindeutig auf die Zahlungsmittelfunktion des Geldes und nicht auf die Wertaufbewahrung. Ob Nutzer trotz der Risiken zu der neuen Währung tendieren, hängt von den zu erwartenden Kosten für Transaktionen in Diem und deren Geschwindigkeit z. B. im internationalen Zahlungsverkehr ab. Diem könnte den Nutzern im Gegensatz zu Kreditkartenunternehmen, herkömmlichen Bankkonten oder Bargeldtransfers mit Western Union schnelle, kostenlose Transaktionen zwischen allen Teilnehmern bieten, weil der Reservestock Zinseinkommen zur Kostendeckung abwerfen soll. Die Kosten durch aktuell negative Leitzinsen bei Yen und Euro könnten im Währungskorb kompensiert werden. Halten Nutzer wie beim Bargeld nur geringe Beträge in ihrer elektronischen Börse, fallen die oben genannten Risiken nicht stark ins Gewicht.

## Kritik
- Datenschutz: Die Nutzerdaten der an der Diem Association beteiligten Unternehmen könnten mit den Einkaufsgewohnheiten und Finanztransaktionen der Nutzer in allen Lebensbereichen, in denen Diem eingesetzt wird, gekoppelt werden.[34]
- Durch Diem werden währungspolitische Machtverschiebungen befürchtet. Politiker der Republikanischen wie auch der Demokratischen Partei in den USA um Maxine Waters (Mitglied im Finanzausschuss des US-Repräsentantenhauses) und US-Senator Sherrod Brown (Ranking Member im Bankenausschuss des US-Senats) fordern, die Diem-Einführung aufzuschieben. Bevor 2,4 Milliarden Facebook-Anwender einen Zugang zu Diem-Coins erhielten, bedürfte es zuvor einer ausführlichen Bewertung der damit einhergehenden Risiken für das bereits fragile Finanzsystem. Weltweit verwendbare Komplementärwährungen könnten als schwankungsresistente Alternative Zentralbanken ihre Finanzhoheit über nationale Währungen entziehen.[35]
- Ökonomische Marktbeherrschung: Gründungsmitglieder der Diem-Stiftung (damals Libra-Stiftung) wie Facebook, PayPal, Visa und Mastercard, Coinbase, Xapo, eBay, Uber und Spotify nehmen bereits in ihren Geschäftsfeldern eine den Markt nahezu völlig beherrschende Stellung ein. Im Verbund koordiniert würde diese Marktbeherrschung noch deutlich verfestigt.[36][37]